# كرم الحمد
كرم الحمد (مواليد 1990) صحفي وناشط حقوقي سوري، ومعتقل سياسي سابق. وهو معروف بجهوده في تغطية الحرب الأهلية السورية، وسجن أربع مرات بين عامي 2011 و 2014.

## النشأة والتعليم
ولد الحمد في دير الزور بسوريا عام 1990. عندما كان طفلاً، تم منحه كاميرا من قبل السيدة الأولى في سوريا، أسماء الأسد.
درس الحمد هندسة البترول في جامعة الفرات، لكنه لم يتمكن من الحصول على شهادته بسبب الاعتقالات المتعددة التي تعرض لها. في عام 2015، شارك في زمالة قادة الديمقراطية في كلية ماكسويل للشؤون العامة بجامعة سيراكيوز. تدرب الحمد في منظمة العفو الدولية كجزء من تلك الزمالة. وتخرج بدرجة علمية في الاقتصاد والسياسة والفكر الاجتماعي من بارد كوليدج برلين في عام 2020. من المقرر أن يلتحق بجامعة ييل بمنحة دراسية في عام 2021.

## النشاط السياسي
خلال سنته الأولى في جامعة الفرات، نشر الحمد مجلة في الحرم الجامعي تحتوي على رسائل خفية تعارض نظام الأسد. واعتقل الحمد لأول مرة في تموز 2011 لمشاركته في مظاهرات مناهضة للنظام، ثم اعتقل للمرة الثانية وسجن لمدة 70 يوما بعد اتهامه بقيادة مظاهرات.
بحلول عام 2013، كان الحمد أيضًا مديرا للمركز الإعلامي بدير الزور، وهو منظمة ناشطة ساعدت في توثيق أحداث الحرب الأهلية السورية.
بين الاعتقالين الثالث والرابع، صادق الحمد عامل الإغاثة الأمريكي بيتر كاسيج، الذي قُتل لاحقًا على يد داعش.
بعد تنظيمه احتجاجات في دير الزور، اعتقل الحمد للمرة الرابعة عام 2013. اتُهم بالتجسس، واحتُجز، وتعرض للتعذيب في سجن فرع فلسطين بعد اعترافه بالإكراه. أطلق سراحه في يوليو 2014، وبعد ذلك غادر البلاد باحثًا عن اللجوء في تركيا.
الحمد عضو في مجلس دير الزور المحلي.
في عام 2015، تم ترشيح الحمد لعضوية المجلس الاستشاري للشباب لبرنامج الأمم المتحدة للمستوطنات البشرية، أو UN-Habitat.

## مسيرته الصحفية
بدأ عمل الحمد في الصحافة عندما كان لا يزال يعيش في سوريا. عمل قبل نشوب الاحتجاجات في أحد الصحف البارزة في دير الزور. وخلال الاحتجاجات، عمل الحمد مع رويترز لنشر صور للمظاهرات السياسية وآثار ممارسات نظام الأسد.
بعد تجاربه في ظل نظام الأسد، بدأ الحمد كتابة مقالات حول الوضع في سوريا في منافذ مرموقة مثل مجلة الشؤون الخارجية، واشنطن بوست، وهافينغتون بوست، الإنساني الجديد، والبوابة. كما تم نشر مقالاته في دوريات علمية مثل مجلة ييل للشؤون الدولية والدراسات الدولية الفصلية. كما نُقل عن الحمد كشاهد عيان على الانتفاضة السورية في وسائل إخبارية مثل العربية وأسوشيتد برس.
عمل الحمد أيضًا كباحث رئيسي في شؤون شرق سوريا، وقد تم دعم مشاريعه البحثية من قبل منظمات مثل الوكالة الأمريكية للتنمية الدولية وجامعة هارفارد. وعمل مع مسؤولين في السفارة الأمريكية كمنسق أبحاث للمواضيع المتعلقة بشرق سوريا.